# I predatori di Atlantide
I predatori di Atlantide (estrenada en anglès com Raiders of Atlantis) és una pel·lícula de ciència-ficció italiana de 1983 dirigida per Ruggero Deodato i protagonitzada per Christopher Connelly, Gioia Scola, Tony King, Michele Soavi i George Hilton i George Hilton.

## Argument
Dos veterans del Vietnam i un equip de científics que intenten aixecar un submarí rus enfonsat s'enfronten a una batalla per la supervivència contra Atlantes.

## Repartiment
- Christopher Connelly com a Mike Ross
- Gioia Scola com la Dra. Cathy Rollins
- Tony King com a Mohammed / Washington
- Stefano Mingardo com a Klaus Nemnez
- Ivan Rassimov com a Bill Cook
- Giancarlo Prati com a Frank
- Bruce Baron com Crystal Skull
- George Hilton com el professor Peter Saunders
- Mike Monty com a George
- Michele Soavi com a James
- Adriana Giuffrè
- Maurizio Fardo com a Larry Stoddard
- Lewis E. Ciannelli com a comandant de la plataforma petroliera

## Recepció
En una revisió retrospectiva, Donald Guarisco va escriure per a AllMovie que la pel·lícula era una "bona il·lustració de com de divertit pot ser un ràpid d'explotació", no una trama que es va descriure com a "coses d'usar", sinó que "ofereix molta diversió a la pel·lícula b a la pràctica perquè posa un accent en l'acció i posa una sèrie infinita d'encants a la pel·lícula per a l’espectador."En parlar dels efectes, Guarisco els va trobar "aspectes barats, especialment els efectes en miniatura... però això és realment part de la diversió per als aficionats a les pel·lícules B a què està dirigit". i va concloure que la pel·lícula era una "pel·lícula B amb un atractiu especialitzat, però els fans d'Eurocult probablement trobaran que és una explosió de diversió kitsch."